# Kåre Nielsen
Kåre Nielsen har været tv-vært på programmet Store NØRD på Danmarks Radios børnekanal DR Ultra. Han trådte til som vært i sæson 10 (2010), hvor hans medvært Emil Nielsen allerede havde været vært siden sæson 7. Kåre og Emil er brødre, og er begge spejdere. Kåre Nielsen har også medvirket i 3 sæson af fra kyst til kyst. 
Brødrene Kåre og Emil har en Youtubekanal "Kåre og Emil" hvor de viser  eksperimenter, forsøg og forklarer forskellige funktioner til yngre børn og unge.